# 罪惡終結者
《罪惡終結者》（/ənnɪjən/）是一部2005年印度泰米爾語心理動作驚悚片，由S·香卡執導兼編劇，V·拉維錢德蘭監製。主演維克拉姆在片中飾演一位奉公守法的律師，因患有多重人格障礙而擁有另外兩個身分：時尚模特兒以及致力根除腐敗的私刑者。三重身分並存之下為他的生活帶來了麻煩。演出陣容還包括薩達、普拉卡什·拉吉、維瓦克、奈杜繆狄·維納及納薩爾。
2003年中期，香卡在前作《男孩們》的後製期間構思出了《罪惡終結者》。他根據自己成長時期的生活經歷拍攝了本片，當時的他對周遭的一切感到不安，更對社會不滿。《罪惡終結者》的前期製作於2003年11月開始，2004年3月展開主要拍攝；製作耗時14個月，期間經歷了多次延誤。電影拍攝地包括海得拉巴、坦賈武爾、維盧布勒姆和欽奈，歌曲片段則在孟買、馬來西亞、阿姆斯特丹及滕卡西拍攝而成。本片因重現象提雅卡拉伽崇拜节以及在動作戲中大量使用時間分割攝影而聞名。
攝影指導V·馬尼坎丹中途退出製作，拉維·瓦爾曼取代之。其他技術人員如哈里斯·傑亞拉吉（作曲家）、V·T·維賈揚（剪輯師）、薩布·西里爾（美術指導）和彼得·海恩（動作設計）。本片製作預算達2.6億盧比，成為上映時造價最高的印度電影。
《罪惡終結者》2005年6月17日上映，票房成功且好評如潮，香卡的執導功力以及維克拉姆的演技尤其備受讚譽；電影除了贏得破紀錄的八座南印度電影觀眾獎及六座泰米爾納德邦電影獎外，更獲得了印度國家電影獎的最佳特效。

## 劇情
拉馬努賈姆·「安比」·艾揚格是來自欽奈蒂魯瓦利克尼的消費者保護訟辯人，希望每個人都遵守法律並起訴違法者，但經常碰壁，而提高公民意識的努力也未獲認可。安比壓抑的憤怒衍生了另一個人格，名為「罪惡終結者」；當他轉變為罪惡終結者時武力大增，會動用私刑殺死腐敗及冷血之人。罪惡終結者架設了一個網站供人提報犯罪者，然後依據古印度教經文《大鵬往世書》中記載的懲罰將他們殺死。
安比暗戀著鄰居南迪尼，對方是醫學生，也是有抱負的卡納提克歌手，但因害怕被拒絕而從未表白。安比的副督察朋友沙里開始助攻，讓安比得以在一年一度的象提雅卡拉伽崇拜节上鼓起勇氣向她求婚，但南迪尼無法忍受他專橫、憤世嫉俗以及吹毛求疵的性格，當面回絕。心煩意亂的安比試圖自殺，幾乎要淹死自己，但後來改變了主意。隨後，安比又衍生出了另一種人格：「羅摩」，是魅力四射的都市時尚模特兒。南迪尼愛上了羅摩，並打算嫁給他。
南迪尼在購買一塊土地當嫁妝時，刻意低估該地產的價值以逃避印花稅，令陪她去政府辦公處的安比拒絕幫忙。後來，當南迪尼和羅摩在飯店約會時，罪惡終結者現身並壓制了羅摩，並試圖懲罰逃稅的她。當罪惡終結者即將殺死她時，南迪尼呼喚安比，罪惡終結者變回了安比，安比倒下並昏迷。南迪尼帶安比去印度國家心理健康與神經科學研究所，安比被診斷出患有多重人格障礙。首席精神科醫生維賈伊庫馬爾透過恢復記憶療法揭開了安比的過去；安比十歲時，目睹了妹妹維迪亞因政府人士冷漠而意外死亡，給他留下了很深的情感創傷，並立志成為守法好公民。維賈伊庫馬爾意識到，儘管罪惡終結者與羅摩知曉安比，但安比卻沒有意識到另外兩個人格的存在；更補充，如果南迪尼回應安比的感情，羅摩便不復存在，但罪惡終結者只有當社會改革時才會消失。南迪尼接受了安比的愛，使羅摩就此消失。
與此同時，普拉巴卡警務處副處長與沙里正在調查罪惡終結者犯下的謀殺案。他們喬裝改扮進入犯罪現場，發現了罪惡終結者留下的線索，那就是對受害者施予懲罰的名稱。印度鐵路的餐飲承包商喬卡林加姆也是普拉巴卡的兄長，因罔顧食品安全而被罪惡終結者制裁，導致普拉巴卡決心親自懲罰罪惡終結者。罪惡終結者在體育場召開了一場盛大的集會，當場承認了謀殺行為並解釋原因，更補充只有當每個印度人都安分守己時，國家才能像已開發國家一樣繁榮昌盛；他的方法既受到大眾讚揚，也受到批評。普拉巴卡在試圖逮捕罪惡終結者時被對方逃脫。
警方調查了罪惡終結者的電話記錄及網路活動的IP位址，以及分析對方出現的監視器畫面後，普拉巴卡發現犯人就是安比。普拉巴卡逮捕了安比，並對他施以殘酷的折磨到幾乎死去。瀕死之際，罪惡終結者再度現身，但這回安比及罪惡終結者的人格來回交替；他以罪惡終結者的身份制伏了普拉巴卡等警察，同時以安比的身份求饒。沙里秘密記錄了普拉巴卡對安比的折磨，並將其當成安比在審判期間精神狀態的證據，維賈伊庫馬爾也遞交了安比的診斷結果。安比被無罪釋放，但被要求在精神病院接受心理治療，治癒後即可獲釋。
兩年後，當安比被釋放時，已不太墨守成規，顯得更加開放、包容，並與南迪尼結婚。兩人在蜜月旅行期間乘坐火車時，遠離了一名違規喝酒的乘客；隨後，安比偷偷把對方從火車上扔了下去，但向南迪尼隱瞞了此事，暗示安比已與罪惡終結者維持著共生關係。

## 演員
- 維克拉姆飾演拉馬努賈姆·「安比」·艾揚格／罪惡終結者／羅摩（Ramanujam "Ambi" Iyengar / Anniyan / Remo）
  - 維拉吉（英语：Viraj (actor)）飾演年幼的安比
- 薩達（英语：Sadha）飾演南迪尼·克里希南（Nandhini Krishnan，由卡尼哈（英语：Kaniha）配音）
- 普拉卡什·拉吉飾演普拉巴卡警務處副處長（DCP Prabhakar）
- 維瓦克（英语：Vivek (actor)）飾演沙里副督察（SI Chari）
- 奈杜繆狄·維納（英语：Nedumudi Venu）飾演帕塔薩拉蒂·艾揚格（Parthasarathy Iyengar，由S·N·蘇倫達（英语：S. N. Surendar）配音）
- 納薩爾（英语：Nassar (actor)）飾演維賈伊庫馬爾醫生（Dr. Vijaykumar）
- 科欽·哈尼法（英语：Cochin Haneefa）飾演拉馬納坦（Ramanathan，客串）
- 卡拉巴萬·馬尼（英语：Kalabhavan Mani）飾演龐南巴拉姆（Ponnambalam，客串）
- 賽拉姆·蘇庫馬蘭（Sairam Sukumaran）飾演P·A·比拉瑪（P. A. Bhirama）
- 查爾（英语：Charle）飾演敗家子（客串）
- 尚穆加拉詹（英语：Shanmugarajan）飾演喬卡林加姆（Chockalingam，客串）
- 沙魯巴·舒基拉（英语：Saurabh Shukla）飾演埃蒂拉詹·奈杜（Ethirajan Naidu，客串）
- 尚蒂·威廉斯（英语：Shanthi Williams）飾演蘇希拉·艾揚格（Susheela Iyengar）
- 妮魯（英语：Neelu）飾演阿南塔納拉亞南（Ananthanarayanan）
- 斯里蘭賈尼（英语：Sriranjani (Tamil actress)）飾演賈納基（Janaki，由梅拉·克里希南（英语：Meera Krishnan）配音）
- 瓦薩拉·拉賈戈帕爾（英语：Vatsala Rajagopal）飾演拉克希米（Lakshmi）
- 莫漢·維迪亞（英语：Mohan Vaidya (singer)）飾演克里希南（Krishnan）
- 迪維亞·納格什（Divya Nagesh）飾演維迪亞（Vidya）
- 公民馬尼（英语：Citizen Mani）飾演喬卡林加姆手下的廚師
- P·烏尼克里希南（英语：P. Unnikrishnan）飾演象提雅卡拉伽崇拜節歌手（客串）
- 昆納庫迪·維迪亞納坦（英语：Kunnakudi Vaidyanathan）飾演象提雅卡拉伽崇拜節歌手（客串）
- 黃師父（Master Wong）飾演空手道大師
- 馬諾巴拉（英语：Manobala）飾演TTR·拉賈（TTR Raja）
- 蘇里亞坎特（英语：Suryakanth）飾演酒鬼
- 特技席爾瓦（英语：Stunt Silva）飾演路人（未掛名）
- 雅納·古普塔（英语：Yana Gupta）飾演〈愛是一頭大象〉（Kaadhal Yaanai）的俱樂部舞者
- 拉朱·桑達拉姆（英语：Raju Sundaram）飾演〈哦蘇庫馬里〉（O Sukumari）的哈牟尼琴演奏者

## 主題及影響

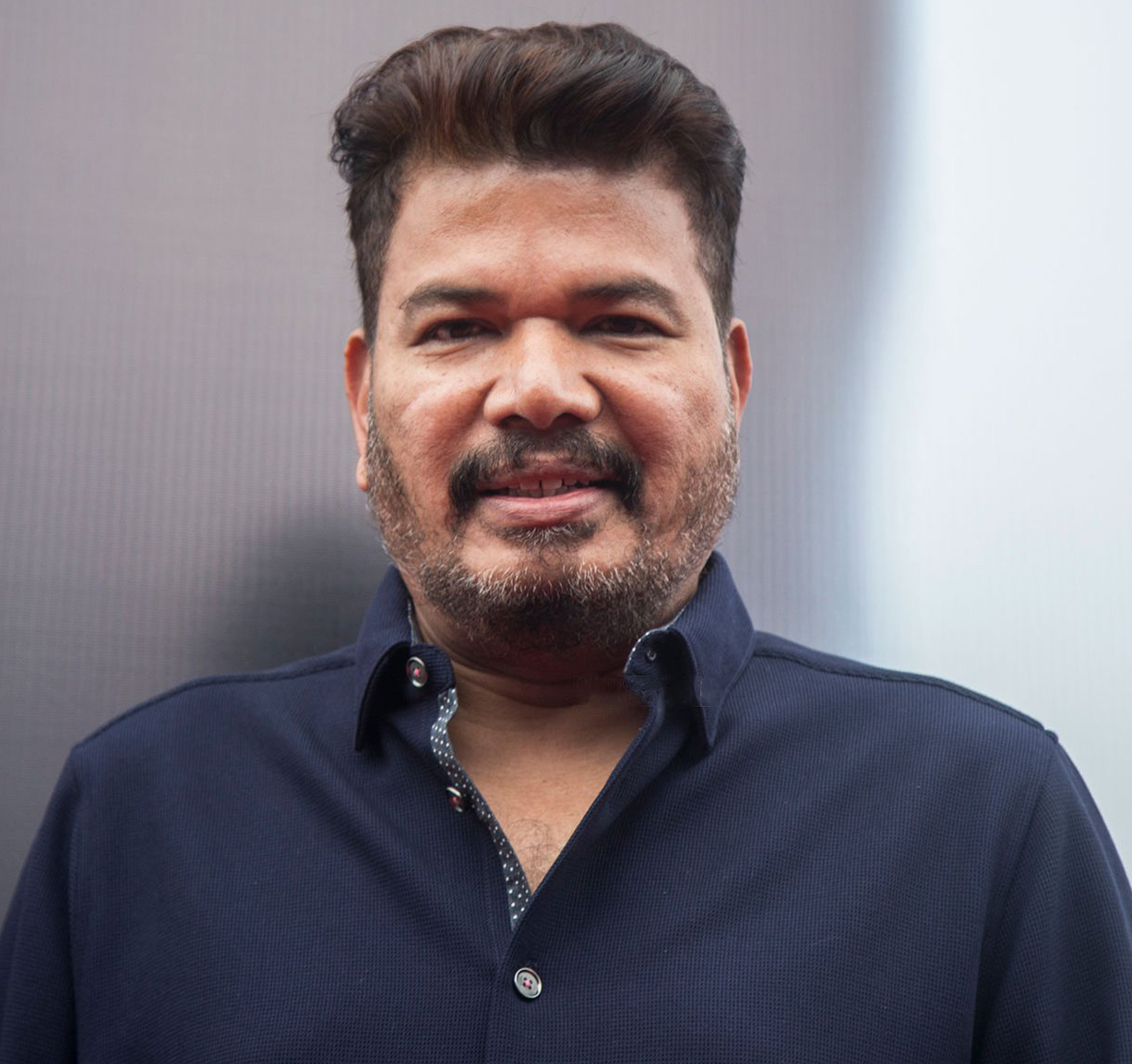
本片的導演S·香卡

《罪惡終結者》的故事情節是S·香卡熱衷於揭露社會弊病的典型之作，針對那些無能、藐視規範的公眾。片中揭露了印度日益嚴重的社會冷漠、公眾疏忽，並試圖解決這些困擾社會、阻礙國家發展的問題。《Outlook》雜誌的S·阿南德（S. Anand）指出，香卡的大部分電影都將英雄塑造成「一人變革推動者」，稱：「從卡茂爾·哈桑在《印度人》（1996年）中扮演的新納粹角色，到《罪惡終結者》講述了屠殺『不法分子』的精神分裂症婆羅門連環殺手的故事，香卡持續為自認由典型的政府慵懶造成的社會弊病提供法西斯式的夢幻解法。」

香卡在接受《印度教徒報》採訪時，詳細闡述了透過《罪惡終結者》所傳達的訊息：
|  | 我去過世界很多地方，特別是已開發國家，他們對各領域所取得的快速進步令我驚嘆不已；但在國內，看到我們年輕人貧窮、粗心且懶散的態度，我感到很難過。我常常想我們的國家很懶……我的故事是關於一個試圖為我們的社會帶來改變的人。我試圖解決的問題是我們社會固有的弱點，並帶來點動力使印度像其他國家一樣更上一層樓。 |

2005年5月7日預告片發表後，外界認為本片的靈感來自羅伯特·路易斯·史蒂文森的1886年小說《化身博士》。電影上映後，被《印度教徒報》拿來對比西德尼·谢尔顿的1988年小說《告訴我你的夢》。香卡否認電影的靈感來自《告訴我你的夢》，聲稱自己在完成劇本後才知道此小說的存在。Sify網站將主角安比（Ambi）拿來和《摩登大聖》（1994年）作比較，《摩登大聖》講述了「溫文爾雅的人化身一人軍隊，渴望看到自然公正得到實現」的故事，與《罪惡終結者》異曲同工之妙。
在本片中，罪惡終結者（Anniyan）根據古印度教經文《大鵬往世書》來懲罰罪人，該作是毘濕奴派的往世书，描寫了人死後的生活以及對犯錯者的懲罰。

## 製作

### 發展
2001年初，香卡在拍攝印地語電影《傻不垃圾》時，構思了一部名為《寶萊塢機器人之戀》（2010年）的科幻電影。但當時選定的主角卡茂爾·哈桑的時間安排加上與香卡的創作理念分歧，該片的製作被擱置。香卡改拍攝《男孩們》（2003年）；《男孩們》的後期製作工作進行期間，香卡產生了對新電影的故事想法，並致電給維克拉姆，維克拉姆聆聽此構想後充滿熱情。
《男孩們》於2003年8月上映後，香卡開始著手下一部導演作《罪惡終結者》。外界起初猜想為香卡寵兒項目《寶萊塢機器人之戀》以新名稱復活，但後來被官方澄清。香卡爾稱《罪惡終結者》為「夢想項目」，並透露這是一部奪人眼目的奇幻驚悚片。當他被問及本片的想法來源時則透露：「有太多的事情困擾著我，一直縈繞在心頭，我將那些事情化作點子來拍電影。遠在我開始拍片之前，所有電影的點子都已在年少時萌生。」
《罪惡終結者》的製作預算達2.6億盧比，此造價為當時泰米爾電影之最，還被媒體稱為導演的傑作、「年度最受期待的電影」。電影的故事圍繞於一名患有多重人格障礙的人，也被媒體拿來與兩個月前上映的《昌德尔穆琪》作比較，該片也講述了患有同樣症狀的角色。

### 選角
香卡為了塑造主角，需要一位能夠扮演動作英雄的演員。香卡選上了維克拉姆，該演員除了表演外還具有動作英雄的形象。雖然維克拉姆的選角消息在2003年11月宣布項目啟動的新聞報導中公布，此前維克拉姆憑藉《先祖之子》（2003年）贏得印度國家電影獎最佳男主角。導演透露，維克拉姆實際在2003年中期加入演出陣容，並駁斥了利用該演員在拿獎取得的人氣一說法。香卡表示，維克拉姆在《先祖之子》上映幾個月前就被選定為主角，並補充道：「我不以這種方式來挑演員。」他又稱，維克拉姆是《罪惡終結者》的「生命與靈魂」。
女主角是「虔誠的艾揚格婆羅門女孩」角色，起初為艾許維亞·蕾準備，但她太忙，無法安排製作時間。香卡經過數月的等待，決定將角色帶給薩達。薩達表示希望本片將成為自己演藝事業中「重要電影」，於是她接受了邀請，為此工作了120天。她補充：「我在《罪惡終結者》中扮演著重要角色。雖然在片中的主要戲份不多，但我已盡了最大努力。」她認為，拍攝香卡電影，尤其在自己事業的初期，可謂一份「上帝的禮物」、「一生一次的經歷」。但在電影成功後，當薩達收到類似的角色邀請時，拒絕被定型，並表示：「我現在正在尋找能夠發揮自己創造潛力的定位，而不想只需要在電影中負責圍著樹跳舞就夠了。」
普拉卡什·拉吉、維瓦克、奈杜繆狄·維納和納薩爾擔任配角。卡納提克歌手莫漢·維迪亞在片中擔任小角色，扮演薩達角色之父克里希南（Krishnan）。馬拉威卡·阿維納什被邀請飾演維克拉姆的母親；她拒絕了此提議，並表示：「我太年輕了，不適合扮演銀幕媽媽；又太老了，不適合演女主角！」科欽·哈尼法、查爾、卡拉巴萬·馬尼與尚穆加拉詹客串出演怠忽職守的公民。哈尼法飾演冷漠車主，在片中不想讓自己的「新車」沾滿鮮血而拒絕幫助車禍傷患。2010年2月哈尼法去世後，維克拉姆回憶起該演員在片中的表演，說道：「雖然他只出現在幾個鏡頭中，但不會被人忽視。對於那些好人壞人之間存在一定模糊界線的角色而言，他是絕佳選擇之一，不到最後一刻，人們真的無法猜到他究竟是好是壞。」喜劇演員查爾扮演不知名的敗家子，在片中他向年邁的父母勒索錢財來喝酒，被罪惡終結者視為社會的負擔。香卡指示他：「人們應該只看見角色，直到後來才會意識到是查爾扮演。」
童星出道的維拉吉扮演孩提時期的安比。維拉吉的父親是歌手兼配音員S·N·蘇倫達，當兒子來到錄音室配音，他也一旁陪同。香卡認出了蘇倫達，便請他為身為馬拉亞利人的奈杜繆狄·維納配音。薩達在2004年電影《敵人》中擔任女主角，而卡尼哈飾演第二女主角，是個「淘氣」的婆羅門女孩。香卡對卡尼哈在電影中的表現印象深刻，並邀請她參加聲音測試。製片方從30名女子的聲音測試中，根據口音及語調選上了卡尼哈，讓她為蘇達的婆羅門角色配音。

### 技術團隊
本片由V·拉維錢德蘭由自家的製片兼發行公司奧斯卡電影製作。劇本由香卡編寫，蘇嘉塔編寫對白。香卡聘請了《男孩們》的美術指導薩布·西里爾來負責佈景設計；V·T·維賈揚負責剪輯。動作場面由彼得·海恩編排，特技席爾瓦從旁協助；拉朱·桑達拉姆、卡利安（Kalyan）與艾哈邁德·汗（Ahmed Khan）合作編排舞蹈場面。電影學院學生帕布·拉賈·喬拉（Prabhu Raja Chozhan，2013年憑《黑鳥》成為導演）為香卡的門生，在本片中擔任他的助手。
香卡從小便崇拜攝影指導P·C·施瑞安的作品，例如《英雄》（1987年）、《灼熱星》（1988年）和《吉坦賈利》（1989年），希望與之合作而與對方洽談負責本片的攝影。施瑞安雖然有意參與《罪惡終結者》，但因先前對其他項目的承諾而拒絕邀請。媒體最初報導施瑞安已被香卡招募；但香卡對V·馬尼坎丹在《一夫當關》（2004年）中的表現印象深刻，最選擇他擔任攝影指導。馬尼坎丹先前曾與香卡合作拍攝《男孩們》歌曲〈成功的秘訣〉（Secret of Success）的MV。馬尼坎丹為本片給出了六個月的大致期限；但當製作遇到延誤時，香卡要求再給三個月的時間來完成電影。馬尼坎丹2004年10月因日程安排衝突而退出，香卡改找拉維·瓦爾曼取代之。
攝影指導拉維·K·錢德蘭在《男孩們》的選角階段暫時無法到場，他當時的助手拉維·瓦爾曼操作攝影機拍攝了珍妮麗亞·狄索薩的髮妝測試。隨後，瓦爾曼萌生了與香卡合作的願望，便在香卡開始拍攝《罪惡終結者》之前積極爭取機會。當香卡招募馬尼坎丹參與本片時，瓦爾曼感到很失望。直到當馬尼坎丹在完成近一半的工作後放棄本片時，香卡要求瓦爾曼拍攝電影的剩餘部分。瓦爾曼已承諾參與孟加拉導演布哈達布·達斯古塔的下一部電影，拍攝工作很快開始；他放棄了此工作並接受了香卡的邀請，並稱在《罪惡終結者》的工作為「夢想成真」。

### 角色準備及外貌

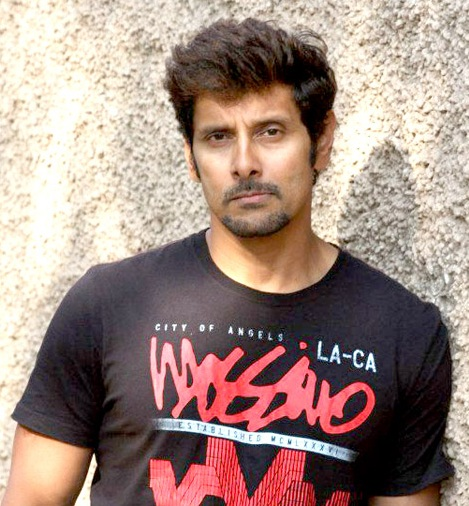
本片的主角維克拉姆

維克拉姆為電影分配了18個月190天的拍攝時間，包含分散在六個月內的165天的大批量拍攝。他談論自己參與製作過程的程度：「我在開拍之前，完全投入了研究及準備工作，一旦到了片場，就會按照導演說的去做。」他與香卡討論了每顆鏡頭，必要時為了品質重拍，並提出了建議，但將「最終決定權」留給了導演。他透露，在角色的三個不同面向中，認為安比的扮演難度最高，為此解釋：「因為英雄當多了，不習慣在銀幕上扮演懦夫的角色，很難接受被打倒在地的現實。」相較之下，身為英語文學專業畢業生的他發現，扮演羅摩要容易得多，也更符合自己的舒適區。
維克拉姆在接受《海灣新聞》採訪時，談到了穿著相同服裝同時扮演三個角色所面臨的挑戰。他表示：「我喜歡這樣的挑戰……雖然服裝定義了《罪惡終結者》中的三個角色，但有些場面中安比會突然變成羅摩，而羅摩會變成罪惡終結者。我以戲劇化的手法來展現每個角色。」他感謝心理學家妻子夏拉賈·巴拉克里希南（Shailaja Balakrishnan），幫助了自己塑造安比這個患有多重人格障礙的角色。夏拉賈在與影評人巴拉德瓦吉·蘭甘的對談中回憶了拍攝的時光，並談到了維克拉姆：「我覺得我們應該住在兩棟房子裡，與如此古怪、對自己要求如此嚴格的演員一起生活並不容易。我不會說他完全融入了角色，但肯定存在某種內化。」維克拉姆坦言，在拍攝本片的過程中經歷了一段艱難的時期，扮演不同的角色影響到了自身，發現自己快要發瘋。更補充稱，拍攝結束15天後，會休息一下，在露台上看鴿子來緩解壓力。
維克拉姆為了扮演安比而挺著大肚子，但在飾演罪惡終結者時則展現出「男子氣概」的形象。他為了準備出演角色，也留起了長髮，並且拒絕了其他電影邀約，以維持外貌的連貫。再加上歌曲片段中的造型，他在片中出現了18種不同的裝扮。維克拉姆在片中的造型是由化妝師巴努打造。他為了飾演都市美型男角色羅摩，把頭髮染成了銅色及金色。維克拉姆不願在電影準備好之前透露自己的「新面貌」，雖然贏得了2003印度國家獎，但仍盡量避開了媒體。同時，薩達的化妝與髮型設計出自孟買知名造型師奧賈斯·M·拉賈尼（Ojas M. Rajani）之手。

### 拍攝
本片2004年3月4日在欽奈AVM製片廠舉行傳統的供奉及Muhurat儀式，以展開主要拍攝。工作室內裝飾著真人大小的劇照，展示了維克拉姆的三種不同造型，「巫毒獵人、虔誠的『斯瓦米』以及活潑的青年」；導致媒體猜測維克拉姆將扮演三個角色或具有三種面向的角色。本片的標語為「來自地獄之人無懼灼燼」（He who comes from hell is not afraid of hot ashes）。香卡在發表會上表示，希望電影在六個月內完成，並於2004年11月12日上映，恰逢排燈節。但電影開拍後因幾次延誤，耗時14個月才完成。電影的取景地除了欽奈外還包括阿姆斯特丹、馬來西亞、孟買、海得拉巴、滕卡西、坦賈武爾及維盧布勒姆。
電影知名於忠實還原了蒂魯瓦伊耶魯蒂亚格拉贾音樂節（Thiruvaiyaru Thyagaraja Utsavam）場面。此活動是為期一週的音樂節，旨在紀念18世紀作曲家蒂亚格拉贾，他被大眾尊為最偉大的卡納提克音樂作曲家，活動每年在坦賈武爾蒂鲁瓦伊耶鲁的安息之地舉行。美術部門搭建佈景，重現了泰米爾納德邦馬哈巴利普拉姆附近的此活動——象提雅卡拉伽崇拜节。劇組為了拍攝使場面，重現了著名的Kriti短曲〈賈嘎達南達·卡拉卡〉（Jagadānanda kārakā）的表演，這是蒂亞格拉賈的五首五行金剛頌作品中的第一首，在象提雅卡拉伽崇拜节期間演奏過。在節日的第五天舉行的讚美活動中，來自世界各地的卡納提克音樂演奏者齊聚於蒂亞格拉賈的三摩地地點，齊聲唱誦他的五行金剛頌以表達對聖人的敬意。
香卡爾聯繫了小提琴大師庫納庫迪·維迪亞納坦（Kunnakudi Vaidyanathan，音樂節的常客），來構思及安排表演。維迪亞納坦也擔任讚美活動委員會斯里·蒂亞嘎布拉瑪·瑪霍特薩瓦·薩卜哈（Sri Thyagabrahma Mahotsava Sabha）的幹事。該場面2004年6月在欽奈的一處片場拍攝，維迪亞納坦亦客串演出。音樂節為了與實際場地相似，劇組搭建了逼真的佈景，並邀請了卡納提克著名歌手蘇達·拉古納坦、席卡吉·G·西瓦辛丹巴蘭、O·S·阿倫（O. S. Arun）、P·烏尼克里希南，而為了增添真實感更聘請了小提琴家A·坎亞庫馬里以及木丹加鼓演奏者烏瑪雅普拉姆·K·西瓦拉曼等樂器演奏家。此達兩分鐘的音樂節場面透過「細緻入微」的演繹變得栩栩如生，引起了外界的廣泛討論及高度讚賞。
片中，罪惡終結者在虛構的國際武術學校沃道（Vodao）內對付大約一百名武術家，並在七分鐘內展現了功夫、刀、棍及人陣等動作戲，武術指導由來自越南的彼得·海恩擔任。拍攝過程中發生意外，造成約15名特技演員受傷。動作場面用上了120台攝影機拍攝，採用時間分割（即因美國電影《駭客任務》而著名的「子彈時間」）攝影技術以達到時間凍結的效果。此前，香卡曾考慮時間分割的想法，並在拍攝《男孩們》的歌曲〈但是〉（Ale Ale）時嘗試過。《男孩們》中的時間凍結橋段透過連接60到62台攝影機來實現180度旋轉，而《罪惡終結者》則使用了120至122台攝影機實現270度旋轉。
罪惡終結者於大型集會發表演說的場面在海得拉巴的一座體育場拍攝。當他對觀眾講話時，背景燈光時亮時滅。攝影指導拉維·瓦爾曼談到該片段的拍攝過程時表示，他們決定不點亮整座體育場，避免演講過程顯得單調。他將體育場與光影並置，以凸顯此場面在電影中格外重要的地位。在第三幕前期中，當安比被拘留並接受普拉巴卡的審訊時，安比的角色不斷在安比與罪惡終結者之間切換。維克拉姆聲稱整個片段「一次就拍完了。但為了保險起見，我們後來又拍了八次，但第一次拍的效果跟後面的幾次完全不一樣……所以我們就保留了第一次的拍攝成果。」在羅摩追求南迪尼的橋段中，用來測量一個人吸引力的化學試管是劇組從馬來西亞運送而來。

### 歌曲片段
在電影的所有歌曲中，劇組最先拍攝半古典歌曲〈庫瑪麗〉（Kumari）。2004年5月於荷蘭阿姆斯特丹附近費夫赫伊曾市的一座大型鬱金香花園。此歌拍攝期間正值2004年4月10日至10月20日舉行的芙蘿莉雅蝶園藝博覽會。雖然劇組原計劃在庫肯霍夫的一座花園拍攝另一首歌曲，但該花園幾週前被一支印度劇組破壞，導致當局拒絕了他們的申請。歌曲的主角在一座花田中唱歌，背景中則有木丹加鼓與笛子演奏者為他們伴奏。舞蹈由拉朱·桑達拉姆編排，也曾在片中客串哈牟尼琴演奏者。在歌曲中出現的男配角必須穿上托蒂及肩布，加上拍攝於凌晨5點30分展開，工作期間得忍受著寒冷，甚至被當地人警告，此穿著可能會讓他們凍死。
〈我的房子〉（Iyengaru Veetu）是半古典歌曲，以五行金剛頌的前奏〈賈嘎達南達·卡拉卡〉開場。此歌在AVM製片廠的佈景中拍攝，看上去像坦賈武爾的一座古老傳統艾揚格住宅。此拍攝陣容浩大，領舞及數十名伴舞都穿著華麗、色彩鮮豔的服裝。
2004年12月，維克拉姆與一位頂級模特兒在孟買為歌曲〈愛是一頭大象〉（Kaadhal Yaanai）拍攝了十天，此頂級模特兒的身份最初並未透露，以引起外界的好奇心。後來官方證實，她是來自捷克的雅納·古普塔。此歌由拉維·瓦爾曼拍攝，艾哈邁德·汗編舞，包裝成宛如一場時裝秀，維克拉姆和雅納·古普塔穿著時髦的衣服，沿著T型台來回走秀。拍攝布景搭建於一座攝影棚內，模仿倫敦一間著名的夜總會。
〈眼對眼諾基亞〉（Kannum Kannum Nokia）是活潑時尚的愛情二重唱，由拉朱·桑達拉姆編舞，在馬來西亞吉隆坡國際機場和雙峰塔拍攝；拍攝時，主角兩人身著完全由名牌製成的服裝。據報導，歌曲在夜間拍攝，也是當時第一首在機場拍攝的歌曲。拉維·瓦爾曼在訪談中稱，〈眼對眼諾基亞〉被拍得像是一則商業廣告。劇組也在芬蘭埃斯波的諾基亞總部取景。
民歌〈烏鴉〉（Andangkaaka）的拍攝取景於斯亨科泰附近的一座村莊。劇組為此搭建了仿製一座村莊的巨大佈景，電影藝術總監薩布·西里爾（Sabu Cyril）負責佈景的視覺化及創作。香卡選上了滕卡西附近的一座村莊，讓薩布將所有房屋、道路、岩石甚至橋樑都塗上各種顏色。他們租了數百輛卡車與舊款印度斯坦大使車，並在車身畫上臉譜。岩石山上還畫上了演員的臉。共有350棟房屋被粉刷，數百名舞者加入了領唱兩人的表演，此歌總成本達到了1000萬盧比。

### 後期製作
主角安比在片中造訪的網站是www.anniyan.com。香卡設想，該網站將帶領訪客了解地獄中罪人將遭受的所有懲罰，在設計時想要重現地獄般的景象。他聯繫了孟買塔塔埃爾克西公司旗下的視覺電腦實驗室（Visual Computing Labs，VCL），此前曾與該公司合作了電影《男孩們》中的歌曲〈女朋友〉（Girlfriend）。VCL團隊構思並製作了「地獄」的3D動畫，其中的懲罰取自古經文。他們也設計了一名騎著公牛的死神。VCL創意總監潘卡吉·坎德普爾（Pankaj Khandpur）表示：「在盡力忠於經文的同時，還得創造出不太血腥的畫面……我們必須在沒有任何參照點的情況下將一切形象化，很有趣的案子。」動畫製作歷時三個月。
VCL還為「宇宙變焦」場面製作了CGI，攝影機從雲層之外變焦到欽奈市的街道，真正的攝影機無法實現這一幕。將城市的鳥瞰圖及繪圖與電腦生成的雲影像（CGI）拼接在一起，形成長而一體的攝影機變焦鏡頭。動畫師兼特效設計師L·I·卡南（L. I. Kannan）參與了特效製作。他之後將執導由維克拉姆主演的時代電影《卡里卡蘭》（Karikalan，拍攝已擱置）。同時，時間分割片段的特效由倫敦的製作。
尼赫魯體育場內，罪惡終結者向大批觀眾發表演講的場面拍攝自空曠的場地上，再由特效團隊採用人群倍增的手法加上觀眾。此段視覺特效在欽奈大地奇蹟動畫工作室（Land Marvel Animation Studios）的視覺特效顧問扎米爾·侯賽因（Zameer Hussain）的監督下完成。片中有一幕是數百頭水牛追趕並踩死一名見死不救的車主，拍攝時只用了一頭水牛，後製階段再透過電腦特效完善。特效工作由位於欽奈的印度藝術家電腦圖像公司（Indian Artists Computer Graphics）的賈古瑪（Jayakumar）和V·斯里尼瓦斯·莫漢貢獻；斯里尼瓦斯及其團隊之前曾與香卡合作了《男孩們》。斯里尼瓦斯談及此片段時打趣道：「這些動物的動作現實中都顯得呆滯無力，沒有方法能讓牠們敏捷起來。」

### 預算及保險
當製作接近完成時，業內消息人士估計《罪惡終結者》的成本約1.2億至1.5億盧比；但正如香卡執導電影的常態，在製作上超支。本片最終預算為2.638億盧比（約等於2021年的14.143億盧比）；《罪惡終結者》上映時被媒體封為史上製作成本最高的南印度電影。
《罪惡終結者》是首部獲得政府或旗下機構融資的泰米爾電影，亦為南印度的首例。電影為了獲得機構融資，從印度工業發展銀行獲得了9500萬盧比的資金。《罪惡終結者》由聯合印度保險公司（United India Insurance）投保，保額為1.5億盧比，成為首部獲得保險的南印度電影，保險金額更是當時南印度電影之最。

## 音樂

本片的作曲家哈里斯·傑亞拉吉

哈里斯·傑亞拉吉負責譜寫本片的原聲帶，也是與香卡的首次合作；香卡之前所有導演作品的作曲家皆為A·R·拉赫曼。當拉赫曼忙於自己的首部百老匯音樂劇《孟買之夢》，同時還簽約了另一部音樂劇《魔戒》，拉赫曼和香卡決定分道揚鑣。2004年初，哈里斯前往泰國普吉島旅行，為專輯尋找靈感；香卡和作詞家瓦伊拉穆圖陪同之。最終，作詞家所作的三首歌曲皆在島上創作完成。此行程啟航於2004年大海嘯襲擊印度洋沿岸國家並造成嚴重破壞之前。哈里斯在與香卡的聊天中表示：「本片融合了動作、喜劇和驚悚等多種類型，基本上就是杯無酒精雞尾酒……音樂是一大挑戰。」哈里斯2005年4月展開電影的再錄音工作，耗時一個多月才完成，導致電影上映延期。原聲帶共收錄六首曲目，包括一首主題曲；作詞家除了瓦伊拉穆圖外，還有納·穆圖庫馬爾及卡比蘭。原聲帶2005年5月13日以軟發行形式推出。

## 發行
《罪惡終結者》未經任何刪減便通過了中央電影認證委員會的審查，並被評為「U」（普遍）級。香卡原定2004年排燈節上映本片，但因製作上的多次延誤，導致上映日期被推遲到2005年初。雖然主要製作於2005年3月完成，但從4月起的再錄音時間超乎預期，持續了將近45天，此延誤歸咎於哈里斯。電影2005年5月20日宣告延後上映，後來又從2005年5月27日改期，才定檔2005年6月10日上映。但香卡將電影上映日延後了一週，即2005年6月17日，歸因於他認為8是自己的幸運數字（1加7等於8）。
本片被配音成其他南印度語言，同時在泰米爾納德邦、安得拉邦、卡納塔克邦及喀拉拉邦上映。此片也於美國、英國、澳大利亞、德國、馬來西亞、新加坡等主要海外國家上映。光泰米爾語和泰盧固語版本就發行了404份拷貝。電影後來被派拉蒙影業配音成法語。據報導，《罪惡終結者》也被哥倫比亞三星影業集團以法語在全球法語系國家發行，成為南印度電影的先例。本片於2006年5月19日上映印地語配音版，名為。電影在印地語戲院上映前一天舉行的私人放映會上，獲得了「熱烈歡迎」。
《罪惡終結者》上映前在媒體上引起大量關注，影院老闆們紛紛出面，為票房提供高價的最低保證金（Minimum Guarantee，MG）。電影在泰米爾納德邦，以MG及預付款的形式籌得了1.2億盧比的資金。《罪惡終結者》透過音樂版權以及在安得拉邦、喀拉拉邦、卡納塔克邦與海外的戲院發行，籌集的資金總計為2.24億盧比。本片由奧斯卡電影負責在泰米爾納德邦發行。
泰盧固語配音版的版權被一位製片人以創紀錄的價格買下。本片在喀拉拉邦的版權售價為1300萬盧比，再次創下了當地泰米爾電影的紀錄。美國版權被發行公司巴拉特創作（Bharat Creations）購入。業界憑藉戲院放映權及預售，預測本片可在上映後十天內收回成本。

## 反響

### 票房
《罪惡終結者》2005年6月14日在泰米爾納德邦開始預售，並獲得了觀眾的熱烈反響，被業界視為「現象級」。本片在全球取得了「足以載入史冊的開盤」，並創下了多項票房紀錄。電影上映一天後，就被譽為熱門大片。《罪惡終結者》在首映週末（6月17日至19日），僅在欽奈的六家影院就獲得了502.4萬盧比的票房，登上欽奈票房榜首。電影光在薩蒂亞姆戲院（Sathyam Cinemas）便獲得了140萬盧比的票房，創下了南印度單一戲院三日開盤票房的最高紀錄。
本片上映一週後，在欽奈的票房收入超過1000萬盧比，在薩蒂亞姆戲院的票房為 270萬盧比，在塞勒姆憑10份拷貝而收入710萬盧比，在哥印拜陀的票房為410萬盧比，均創下了票房紀錄。電影除了泰米爾納德邦以外，還在安得拉邦尼札姆（Nizam）收穫了1270萬盧比的票房，在卡納塔克邦收穫了500萬盧比，在孟買的三家戲院則獲得了100萬盧比。業內人士估計，V·拉維錢德蘭將在泰米爾納德邦各戲院上映的首週獲得8000萬至1億盧比的發行商分成。上映一週後，泰盧固語配音版在安得拉邦大獲成功。海得拉巴（Megha Films）的發行人卡魯納卡拉·雷迪（Karunakara Reddy）打趣道：「的開盤宛如泰盧固語巨星電影，應收取的發行商分成，光尼札姆地區便達5000萬至7000萬盧比。」《罪惡終結者》在喀拉拉邦全邦35家戲院上映，創下了泰米爾電影的「首映票房紀錄」，並成為第一部在首週獲得發行商620萬盧比分成的泰米爾電影。電影上映兩週後，在《印度教徒報》電影貿易分析師斯里達爾·皮萊（Sreedhar Pillai）編寫的泰米爾電影半年報告中被評為「超級熱門」。
《罪惡終結者》在為期六週的院線上映期間，淨賺1050萬盧比，其中發行商的分成約為520萬盧比，成為「全印度票房最高的紀錄，也是印度所有戲院在最短時間內取得的最高票房成績」。本片在泰米爾納德邦上映五週後票房開始下降，此時預估的票房為1.6億盧比。2005年9月，本片總票房突破200萬美元。在薩蒂亞姆戲院上映50天後，創下了「全球單銀幕50天票房最高的泰米爾電影」，票房達1129萬盧比。
《罪惡終結者》在年底與《昌德尔穆琪》一起被譽為賣座大片，全球票房總計約11億盧比。本片也獲得了2000萬盧比的發行商分成。在安得拉邦，泰盧固語配音版被評為2005年最賣座的電影；票房更勝純泰盧固語電影。本片是當年上映的所有泰盧固語電影中的票房冠軍。當時的泰盧固語電影業正值一連串的票房失敗，本片的成功促使製片人們購買了維克拉姆之前泰米爾電影的配音權，並配成泰盧固語發行。
本片在喀拉拉邦上映超過150天，票房超過6000萬盧比，成為當時該邦票房最高的泰米爾電影。但本片的印地語版本正式上映後反響不佳，在150家戲院僅賺得2100萬盧比，被Box Office India網站評為失敗之作。雖然維克拉姆承認印地語配音版票房表現不佳，但並非一無所獲，「我即使在印度偏遠的角落旅行，也會遇到認出我是裡的人，片中的劇情及動作場面深深地吸引了他們。」《罪惡終結者》院線放映結束時，全球票房總計5.7億盧比。

### 評價
《印度教徒報》的馬拉蒂·蘭加拉詹（Malathi Rangarajan）表示，《罪惡終結者》之所以成功，歸功於融合了有趣的情節與激烈的動作戲。她也指出，此故事與香卡的《斯文大盜》（1993年）及《印度人》（1996年）存在相似之處。她補充，「敘事中磨擦出巧妙的火花」，使故事和劇本值得稱讚，但合理程度也出現了問題，「……一些最精彩的鏡頭、特技及場地以令人難以置信的規模展現出來，如果你喜歡在電影上觀看壯觀場面，那勢必會愛上《罪惡終結者》。」雷迪夫網的克里希納庫馬爾（Krishnakumar）發文稱，導演從《男孩們》的慘敗中吸取了教訓，重拾強項，選擇社會主題並為其增添趣味，打造出完美的商業電影。他補充，導演試圖用最簡單的術語來解釋多重人格障礙，但成果有限，畢竟大多數不太了解的觀眾甚至可能對電影的內容一頭霧水。
《Kalki》雜誌的維蘇爾·戴森（Visual Dasan）認為，香卡的宏偉構想受益於美術指導薩布·西里爾及作曲家哈里斯·傑亞拉吉的表現，並補充，人人都該向香卡以誇大豐富多彩的娛樂電影所傳達的社會責任致敬，同時提高了粉絲的敏感神經，觀看一部《罪惡終結者》便能欣賞維克拉姆對三個不同角色的演繹。罪惡終結者的轉變讓他想起了《摩登大聖》（1994年）中的金·凱瑞。Sify的影評人將《罪惡終結者》稱為「必看」電影，並稱讚電影以生動的敘事、精湛技術所傳達的訊息、前所未見的豐富多彩歌曲秀以及維克拉姆的精彩表演吸引著觀眾。但也詬病片長太長，故事邏輯太弱。
《印度教徒報》稱《罪惡終結者》的泰盧固語配音版值得一看。至於印地語配音版，雷迪夫網的拉賈·森（Raja Sen）嘲笑配音太差；更補充，雖然配音中含有太多讓觀眾反感的瑪撒拉成分，但電影仍令人耳目一新，值得一看。他的評論總結道：「總體而言，雖然配音有問題，但仍可謂製作精良、節奏緊湊、效果到位的動作片。本片引人入勝、劇本簡潔、動作戲不過頭，笑話和滑稽動作讓劇情輕鬆愉快，不足以干擾主線劇情。」《印度時報》的尼廷·V·南比亞爾（Nitin V Nambiar）批評本片「錄音品質差」且配音「極為平庸」，並指出香卡對電影選擇了「可口而非可信」的執導方向。
2005年8月，精神病學家亞索卡（Asokan）在題為「重新審視泰米爾電影中的精神障礙」（Revisiting psychiatric disorders in Tamil films）的研討會上探討了《昌德尔穆琪》與《罪惡終結者》，發現兩部電影都存在許多邏輯錯誤。雖然他承認《罪惡終結者》在技術上是一部更好的電影，但對一些醫學理論並未充分解釋。

### 獎項
《罪惡終結者》榮獲印度國家電影獎的最佳特效，成為繼《情人男孩》（1994年）、《印度人》、《善良的谎言》（1998年）之後第四部獲得該獎項的香卡電影。本片也在南印度電影觀眾獎上獲得八座大獎。
| 獎項                   | 類別         | 獲獎者或提名者          | 結果   | 來源            |
| ---------------------- | ------------ | ----------------------- | ------ | --------------- |
| 第53屆印度國家電影獎   | 最佳特效     | 塔塔埃爾克西            | 獲獎   | [ 150 ]         |
| 第53屆南印度電影觀眾獎 | 最佳電影     | 《罪惡終結者》          | 獲獎   | [ 151 ]         |
| 第53屆南印度電影觀眾獎 | 最佳男主角   | 維克拉姆                | 獲獎   | [ 151 ]         |
| 第53屆南印度電影觀眾獎 | 最佳女主角   | 薩達                    | 提名   | [ 151 ]         |
| 第53屆南印度電影觀眾獎 | 最佳導演     | 香卡                    | 獲獎   | [ 151 ]         |
| 第53屆南印度電影觀眾獎 | 最佳作詞者   | 瓦伊拉穆圖              | 獲獎   | [ 151 ]         |
| 第53屆南印度電影觀眾獎 | 最佳藝術指導 | 薩布·西里爾             | 獲獎   | [ 151 ]         |
| 第53屆南印度電影觀眾獎 | 最佳音樂總監 | 哈里斯·傑亞拉吉         | 獲獎   | [ 151 ]         |
| 第53屆南印度電影觀眾獎 | 最佳動作指導 | 彼得·海恩               | 獲獎   | [ 151 ]         |
| 第53屆南印度電影觀眾獎 | 最佳攝影     | 拉維·瓦爾曼、V·馬尼坎丹 | 獲獎   | [ 151 ]         |
| 泰米爾納德邦電影獎     | 最佳電影     | 《罪惡終結者》          | 第二名 | [ 152 ] [ 153 ] |
| 泰米爾納德邦電影獎     | 最佳反派     | 普拉卡什·拉吉           | 獲獎   | [ 152 ] [ 153 ] |
| 泰米爾納德邦電影獎     | 最佳導演     | 香卡                    | 獲獎   | [ 152 ] [ 153 ] |
| 泰米爾納德邦電影獎     | 最佳喜劇演員 | 維瓦克                  | 獲獎   | [ 152 ] [ 153 ] |
| 泰米爾納德邦電影獎     | 最佳音樂總監 | 哈里斯·傑亞拉吉         | 獲獎   | [ 152 ] [ 153 ] |
| 泰米爾納德邦電影獎     | 最佳男配音員 | S·N·蘇倫達              | 獲獎   | [ 152 ] [ 153 ] |

## 影響力
2005年8月，「退出印度運動」週年紀念研討會的召集人T·赫瑪·庫瑪麗（T. Hema Kumari）在活動上提及了（《印度人》的泰盧固語配音版）及，敦促與會者積極打擊腐敗。她指出，雖然此類描繪反腐敗的電影受到大眾讚賞，但卻沒有人願意加入針對此議題的反對運動。2009年1月，在維傑亞瓦達舉辦的第20屆維傑亞瓦達圖書節（20th Vijayawada Book Festival）上，《大鵬往世書》成為暢銷書。《印度教徒報》的撰稿人G·V·拉瑪那·拉奧（G.V. Ramana Rao）表示，此書在電影中多次被提及後便廣受歡迎，銷量極佳。
泰盧固語配音版在安得拉邦取得巨大成功後，瓦朗加爾國家運輸公司的一輛巴士以維克拉姆在片中扮演的角色命名為「羅摩」。2005年10月，脫口秀喜劇演員兼電視主播波斯基推出了一部名為搞怪戲劇《達達（唐）》（Dada (Don)），他以泰米爾電影中著名角色的名字為演員命名。名為安尼楊（Anniyan，即罪惡終結者）、巴德薩（Badshah，拉吉尼坎特在《沙巴》飾演的角色）和韋魯·納亞克（Velu Nayakkar，卡茂爾·哈桑在《英雄》飾演的角色）在劇中組成了兄弟家庭。同樣，在2013年的喜劇電影《木星在第九位》中，角色的名字取自泰米爾電影中受歡迎的主角，其中一名配角的名字就叫安尼楊。
維克拉姆飾演的角色在泰米爾電影《阿倫》（2005年）中被瓦帝維盧戲仿；喜劇片段也採用了《罪惡終結者》原聲帶中的四首歌曲。泰盧固喜劇演員維努·馬達夫在泰盧固語電影《領袖》（2005年）及《西努加杜是奇蘭吉維的粉絲》（2005年）中戲仿了該電影的泰盧固語版本。本片也與《昌德尔穆琪》於2006年電影《拉賈巴布》被戲仿。2010年戲仿電影《泰米爾電影》惡搞了《罪惡終結者》的「安達古帕姆」（Anthakoopam）懲罰，主演希瓦試圖強迫一群水牛去追趕惡棍，但以失敗告終；《泰米爾電影》的泰盧固翻拍版《幸運兒》也重新演繹了此橋段。錫瓦卡席克揚主演的2016年電影《天使爱人》受羅摩一角啟發，在片中以羅摩的行為模式追求女孩。《罪惡終結者》啟發了演員TSK在2019年電影《煤油燈》中的人格分裂演繹。

## 翻拍
據2021年4月的報導，香卡將執導《罪惡終結者》的印地語翻拍版電影，維克拉姆的角色由蘭威爾·辛格詮釋。2021年8月，有報導稱，香卡與V·拉維錢德蘭就翻拍計畫引發爭議，使計畫擱置。拉維錢德蘭聲稱，身為原版電影的製片人，有權決定計畫。當他發現電影版權在未經與自己交談的情況下就被收購時，感到非常憤怒。

## 另見
- 解離性身分疾患
- 印度腐敗問題

## 備註
1. ↑  泰米爾語片名為，直譯為「陌生人」。
2. ↑  後改名為阿斯卡電影。
3. ↑  此前，施瑞安拒絕了香卡對於《印度人（英语：Indian (1996 film)）》（1996年）的邀請；吉瓦（英语：Jeeva (director)）當時是香卡導演作品中的攝影指導，也是施瑞安的前助理，施瑞安因不想影響前助理吉瓦的事業而拒絕邀請。[51]
4. ↑  但根據《印度教徒報》的阿帕娜·卡蒂克揚（英语：Aparna Karthikeyan）和Sify2011年的報導，此歌是在庫肯霍夫的鬱金香花園拍攝而成[87][88]。
5. ↑  《經濟時報》將「最低保證金」定義為發行商支付給製片人的一筆初始款項，無論電影表現如何。製片人根據制定收入分成協議，將獲得發行商的部分利潤[114]。
6. ↑  哈里斯·傑亞拉吉也憑藉同年的《未知死亡（英语：Ghajini (2005 film)）》獲得該獎項。

## 外部連結
- 互联网电影数据库（IMDb）上《罪惡終結者》的资料（英文）
- 爛番茄上《罪惡終結者》的資料（英文）